# Kaliumkanaal

Structuur van KcsA kaliumkanaal(PDB: 1K4C). De twee grijze vlakken geven de koolwaterstof-grenzen van de lipide dubbellaag aan en werden berekend met het ANVIL-algoritme.

Een kaliumkanaal is een ionkanaal dat voornamelijk kalium-ionen doorlaat. Kaliumkanalen zorgen ervoor dat de membraanpotentiaal na een actiepotentiaal weer terugkeert naar de rustpotentiaal, en houden de rustpotentiaal stabiel. Kaliumkanalen komen in bijna alle levende wezens voor. Alleen al in zoogdieren zijn er meer dan 80 genen bekend die voor kaliumkanalen coderen. Mutaties in de genen die coderen voor de kaliumkanalen van het hart zorgen voor lange-QT-syndromen: afwijkingen in het elektrocardiogram die gerelateerd zijn aan hartritmestoornissen.

## Werking
Kaliumkanalen laten de kleinere natriumionen niet door. De gangbare verklaring is dat op de volgende manier werkt: de lading van een klein ion is over een kleiner gebied verdeeld dan de lading van een groter ion. Een klein ion heeft daardoor een sterker elektrisch veld dan een groter ion, waardoor het, doordat zijn elektrisch veld groter is, meer watermoleculen aantrekt en steviger vasthoudt. Een watermolecuul is een polaire verbinding. Een kleiner ion is daarom in water minder mobiel dan een groter ion. Een natriumion is wel kleiner dan een kaliumion, maar gedraagt zich in een waterige oplossing alsof het groter is dan het kaliumion. Om door het filter te gaan, moet het ion worden gestript van het grootste deel van zijn omringende watermoleculen. De 'bindplek', de binding site, van een ionkanaal met hoge negatieve elektrische veldsterkte zal selectief natriumionen binden. Dit komt doordat de elektrostatische interacties tussen de bindplek en het ion afhankelijk is van de afstand tussen de twee geladen groepen. Omdat natriumionen een kleinere diameter hebben dan kaliumionen, kan een natriumion dichter bij de negatief geladen bindplek komen dan een kaliumion. Hierdoor is het energetisch gunstiger voor een natriumion, in vergelijking met een kaliumion, om een bindplek met hoge negatieve elektrische veldsterkte te passeren. Daar tegenover staat dat een bindplek met lage negatieve elektrische veldsterkte niet voldoende energie heeft om te zorgen dat een kleiner natriumion zijn omringende watermoleculen verliest, en is daarom selectief voor grotere kaliumionen.
Het Kir2.1 eiwit vormt een kaliumkanaal dat een functie in spier- en hersencellen heeft.
1. ↑  Postic, Guillaume, Ghouzam, Yassine, Guiraud, Vincent, Gelly, Jean-Christophe (2016). Membrane positioning for high- and low-resolution protein structures through a binary classification approach. Protein Engineering, Design and Selection 29 (3): 87–91. PMID 26685702. DOI: 10.1093/protein/gzv063.